# Bitwa nad Trebbią
Bitwa nad Trebbią – starcie zbrojne, które miało miejsce w dniach 17–19 czerwca 1799 roku podczas wojny Francji z drugą koalicją.
Bitwa stoczona została nad rzeką Trebbią (północno-zachodnie Włochy) między armią francuską (33 000 żołnierzy, w tym 3 000 polskich) pod rozkazami generała Etienne`a Macdonalda a armią rosyjsko-austriacką (20 tysięcy Austriaków i 17 tysięcy Rosjan) dowodzoną przez feldmarszałka Aleksandra Suworowa.
W dniu 15 kwietnia Suworow wymaszerował z Alessandrii doliną Padu w kierunku wschodnim, aby uniemożliwić połączenie się dwóch armii francuskich (Macdonalda i Moreau). Rankiem 17 czerwca armia francuska napotkała niespodziewanie słabą 5-tysięczną dywizję austriacką gen. Petera Otta. Austriacy znaleźli się w obliczu całkowitego unicestwienia (stosunek sił 6:1). Wezwany z odsieczą Suworow natychmiast przyspieszył marsz. Macdonald poinformowany o tym oderwał się od poturbowanej dywizji Otta i skierował się w stronę rzeki Trebbia, na południowy wschód od Mediolanu. Liczył, że do bitwy z Suworowem dojdzie dopiero następnego dnia (jego armia była już przemęczona długim odwrotem z południa Włoch) i to on będzie stroną nacierającą. Rosjanie jednak byli szybsi. Tak doszło do trzydniowej, zaciekłej bitwy, nieopodal miejsca gdzie dwa tysiące lat temu Hannibal rozbił rzymskie legiony.
W godzinach popołudniowych doszło do spotkania Rosjan ze strażami przednimi Francuzów nad rzeką Tidone. Po ciężkich walkach Macdonald został odepchnięty w kierunku Trebbi. Suworow nie ustępował jednak i 18 czerwca uderzył ponownie, spychając stawiające zacięty opór główne siły francuskie na prawy brzeg rzeki. Rankiem 19 czerwca Macdonald rozpoczął przeciwnatarcie, forsując rzekę ponownie, jednak po całym dniu wyczerpujących walk musiał zrezygnować i zawrócił na drugi brzeg Trebbi. Bijąca się na lewym skrzydle francuskim, a potem osłaniająca jego odwrót 1. Legia Polska generała Jana Henryka Dąbrowskiego została dosłownie zdziesiątkowana – z jej 5 batalionów piechoty ocalały tylko dwa oraz batalion lansjerów. Uświadomiwszy sobie rozmiary wykrwawienia armii (aż 9 500 poległych i rannych oraz 7 000 jeńców) oraz świadom zagrożenia swoich tyłów przez Austriaków, których dywizje wdarły się do Parmy i Modeny, około północy przerwał bitwę i rozpoczął pospieszny odwrót na południe Italii w Apeniny. Suworow również był osłabiony - stracił 6 000 poległych i rannych Rosjan i Austriaków. Zrezygnował zatem z wznowienia bitwy w dniu 20 czerwca i zawrócił w stronę Tortony. Ta klęska oznaczała dla Francji utratę prawie całych północnych Włoch.
Walki Legionów Polskich  pod Trebbią  zostały, po 1990 r., upamiętnione  na  Grobie Nieznanego Żołnierza w Warszawie napisem na jednej z tablic,  "TREBBIA  17 - 19 VI 1799".